# Список наград и номинаций сериала «Игра в кальмара»
«Игра́ в кальма́ра» (кор. 오징어게임 Оджино Геим, Ojing-eo Geim) — южнокорейский веб-сериал в жанре выживания, приключенческого боевика, триллера и драмы. Режиссёром и автором сценария всех девяти эпизодов стал Хван Дон Хёк. Главные роли исполнили Ли Джон Джэ, Пак Хэ Су, О Ён Су, Ви Ха Джун, Чон Хо Ён, Хо Сон Тхэ, Анупам Трипати и Ким Чжу Рён. Сериал повествует о группе людей, которые из-за нужды в деньгах принимают приглашение об участии в тайном турнире на выживание с финальным призом в размере 45,6 млрд вон (38,5 млн долларов США). 17 сентября 2021 года состоялась мировая премьера сериала на платформе Netflix.
Сериал и исполнители главных ролей получили множество наград, в том числе специальный приз премии Американского института киноискусства, «Выбор телевизионных критиков» за лучшую мужскую роль в драматическом сериале и лучший сериал на иностранном языке, «Независимый дух» за лучшее мужское исполнение в новом сериале, «Золотой глобус» за лучшую мужскую роль второго плана в сериале, мини-сериале или телефильме, «Готэм» за прорывной сериал — длинный формат, «Спутник» за лучший телевизионный сериал — драма и премию Гильдии киноактёров США за лучшую мужскую роль в драматическом сериале и лучшую женскую роль в драматическом сериале.

## Награды и номинации
| Награда                                             | Дата церемонии  | Категория                                                                                     | Номинанты и получатели                                                  | Результат  | Ист.   |
| --------------------------------------------------- | --------------- | --------------------------------------------------------------------------------------------- | ----------------------------------------------------------------------- | ---------- | ------ |
| Международная премия AACTA                          | 26 января 2022  | Лучшая драма                                                                                  | «Игра в кальмара»                                                       | Номинация  | [ 1 ]  |
| Международная премия AACTA                          | 26 января 2022  | Лучший актёр в сериале                                                                        | Ли Джон Джэ                                                             | Номинация  | [ 1 ]  |
| ACCEC Awards                                        | 2022            | Любимый актёр второго плана в телешоу                                                         | О Ён Су                                                                 | Победа     | [ 2 ]  |
| Премия Американского института киноискусства        | 11 марта 2022   | Специальный приз AFI                                                                          | «Игра в кальмара»                                                       | Победа     | [ 3 ]  |
| Премия Американской ассоциации монтажёров           | 5 марта 2022    | Лучший монтаж в драматическом фильме                                                          | Нам На Ён (эпизод «Кганбу»)                                             | Номинация  | [ 4 ]  |
| Премия Гильдии художников-постановщиков США         | 5 марта 2022    | Лучший художник-постановщик в современном сериале, снятом одной камерой (часовой хронометраж) | Че Гён Сон (эпизод «Кганбу»)                                            | Победа     | [ 5 ]  |
| Asia Artist Awards                                  | 2 декабря 2021  | Главный приз                                                                                  | Ли Джон Джэ                                                             | Победа     | [ 6 ]  |
| Asia Artist Awards                                  | 2 декабря 2021  | Лучший актёр                                                                                  | Ким Чжу Рён                                                             | Победа     | [ 6 ]  |
| Asia Artist Awards                                  | 2 декабря 2021  | Лучший актёр                                                                                  | Хо Сон Тхэ                                                              | Победа     | [ 6 ]  |
| Asia Artist Awards                                  | 2 декабря 2021  | Невероятная награда                                                                           | Ли Джон Джэ                                                             | Победа     | [ 6 ]  |
| BAFTA TV                                            | 8 мая 2022      | Лучшая международная программа                                                                | «Игра в кальмара»                                                       | Номинация  | [ 7 ]  |
| BAFTA TV                                            | 8 мая 2022      | Момент, который нужно обязательно посмотреть на Virgin TV                                     | «Игра в кальмара»                                                       | Номинация  | [ 7 ]  |
| Выбор телевизионных критиков                        | 13 марта 2022   | Лучшая мужская роль в драматическом сериале                                                   | Ли Джон Джэ                                                             | Победа     | [ 8 ]  |
| Выбор телевизионных критиков                        | 13 марта 2022   | Лучший сериал на иностранном языке                                                            | «Игра в кальмара»                                                       | Победа     | [ 8 ]  |
| Выбор телевизионных критиков                        | 13 марта 2022   | Лучший драматический сериал                                                                   | «Игра в кальмара»                                                       | Номинация  | [ 8 ]  |
| Премия журнала Cine21                               | 2021            | Лучший режиссёр года                                                                          | Хван Дон Хёк                                                            | Победа     | [ 9 ]  |
| Премия журнала Cine21                               | 2021            | Лучший технический художник года                                                              | Че Гён Сон                                                              | Победа     | [ 9 ]  |
| Премия журнала Cine21                               | 2021            | Лучшая новая актриса года                                                                     | Чон Хо Ён                                                               | Победа     | [ 9 ]  |
| Премия журнала Cine21                               | 2021            | Лучший сериал года                                                                            | «Игра в кальмара»                                                       | 10-е место | [ 9 ]  |
| Премия Общества звукорежиссёров                     | 19 марта 2022   | Выдающиеся достижения в микшировании звука для телесериалов (часовой хронометраж)             | Пак Хён Су, Кан Хе Ён, Серж Перрон, Кэмерон Слоан (эпизод «ВИПЫ»)       | Номинация  | [ 10 ] |
| Премия Гильдии художников по костюмам               | 9 марта 2022    | Выдающиеся достижения в области современного телевидения                                      | Чо Сан Гён (эпизод «ВИПЫ»)                                              | Номинация  | [ 11 ] |
| Critics’ Choice Super Awards                        | 17 марта 2022   | Лучший боевик                                                                                 | «Игра в кальмара»                                                       | Победа     | [ 12 ] |
| Critics’ Choice Super Awards                        | 17 марта 2022   | Лучшая мужская роль в боевике                                                                 | Ли Джон Джэ                                                             | Победа     | [ 12 ] |
| Critics’ Choice Super Awards                        | 17 марта 2022   | Лучшая женская роль в боевике                                                                 | Чон Хо Ён                                                               | Победа     | [ 12 ] |
| Critics’ Choice Super Awards                        | 17 марта 2022   | Лучшая женская роль в боевике                                                                 | Ким Чжу Рён                                                             | Номинация  | [ 12 ] |
| Director’s Cut Awards                               | 24 февраля 2022 | Лучшая женская роль                                                                           | Чон Хо Ён                                                               | Победа     | [ 13 ] |
| Director’s Cut Awards                               | 24 февраля 2022 | Лучший режиссёр                                                                               | Хван Дон Хёк                                                            | Победа     | [ 13 ] |
| Director’s Cut Awards                               | 24 февраля 2022 | Лучший сценарий                                                                               | Хван Дон Хёк                                                            | Победа     | [ 13 ] |
| Director’s Cut Awards                               | 24 февраля 2022 | Лучшая мужская роль                                                                           | Ли Джон Джэ                                                             | Номинация  | [ 13 ] |
| Director’s Cut Awards                               | 24 февраля 2022 | Лучший новый актёр                                                                            | О Ён Су                                                                 | Номинация  | [ 13 ] |
| Director’s Cut Awards                               | 24 февраля 2022 | Лучший новый актёр                                                                            | Хо Сон Тхэ                                                              | Номинация  | [ 13 ] |
| Director’s Cut Awards                               | 24 февраля 2022 | Лучшая новая актриса                                                                          | Ким Чжу Рён                                                             | Номинация  | [ 13 ] |
| Director’s Cut Awards                               | 24 февраля 2022 | Лучшая новая актриса                                                                          | Чон Хо Ён                                                               | Номинация  | [ 13 ] |
| Независимый дух                                     | 6 марта 2022    | Лучшее мужское исполнение в новом сериале                                                     | Ли Джон Джэ                                                             | Победа     | [ 14 ] |
| Золотой глобус                                      | 9 января 2022   | Лучший актёр второго плана — телесериал, мини-сериал или телефильм                            | О Ён Су                                                                 | Победа     | [ 15 ] |
| Золотой глобус                                      | 9 января 2022   | Лучший телевизионный сериал — драма                                                           | «Игра в кальмара»                                                       | Номинация  | [ 15 ] |
| Золотой глобус                                      | 9 января 2022   | Лучший актёр в телевизионном сериале — драма                                                  | Ли Джон Джэ                                                             | Номинация  | [ 15 ] |
| Готэм                                               | 29 ноября 2021  | Прорывной сериал — длинный формат                                                             | Ким Джи Ён, Хван Дон Хёк                                                | Победа     | [ 16 ] |
| Готэм                                               | 29 ноября 2021  | Выдающееся выступление в новом сериале                                                        | Ли Джон Джэ                                                             | Номинация  | [ 16 ] |
| Hollywood Music in Media Awards                     | 17 ноября 2021  | Лучший оригинальный саундтрек — телешоу/ограниченный сериал                                   | Чон Чжэ Иль                                                             | Победа     | [ 17 ] |
| Hollywood Music in Media Awards                     | 17 ноября 2021  | Лучшая заглавная тема — телешоу (иностранный язык)                                            | Чон Чжэ Иль                                                             | Номинация  | [ 17 ] |
| IGN Awards                                          | 14 декабря 2021 | Лучший телевизионный эпизод                                                                   | «Кганбу»                                                                | Победа     | [ 18 ] |
| IGN Awards                                          | 14 декабря 2021 | Лучшее драматическое телевизионное исполнение                                                 | Чон Хо Ён                                                               | Номинация  | [ 19 ] |
| Golden Reel Awards                                  | 13 марта 2022   | Выдающееся достижение в звуковом монтаже — часовой хронометраж — Музыка                       | Чон Чжэ Иль (эпизод «Тише едешь — дальше будешь»)                       | Номинация  | [ 20 ] |
| Golden Reel Awards                                  | 13 марта 2022   | Выдающееся достижение в звуковом монтаже — часовой хронометраж — Диалог/Дубляж                | Кан Хе Ён, Чой Тэ Ён, Ли Чжон Ук, Е Ын Джи, Ким Джу Хён (эпизод «ВИПЫ») | Номинация  | [ 20 ] |
| Golden Reel Awards                                  | 13 марта 2022   | Выдающееся достижение в звуковом монтаже — часовой хронометраж — Эффекты/Фоли                 | Кан Хе Ён, Чой Тэ Ён, Е Ын Джи, Хе Джин Ян, Ли Чон Гю (эпизод «ВИПЫ»)   | Номинация  | [ 20 ] |
| Pena de Prata                                       | 19 декабря 2021 | Лучший приглашённый актёр или актриса в драме или ограниченном сериале                        | Ли Ю Ми                                                                 | Номинация  | [ 21 ] |
| Pena de Prata                                       | 19 декабря 2021 | Лучшая мужская роль в драматическом сериале                                                   | Ли Джон Джэ                                                             | Номинация  | [ 21 ] |
| Pena de Prata                                       | 19 декабря 2021 | Лучшая женская роль второго плана в драматическом сериале                                     | Чон Хо Ён                                                               | Номинация  | [ 21 ] |
| Pena de Prata                                       | 19 декабря 2021 | Лучшая мужская роль второго плана в драматическом сериале                                     | Пак Хэ Су                                                               | Номинация  | [ 21 ] |
| Pena de Prata                                       | 19 декабря 2021 | Лучший драматический сериал                                                                   | «Игра в кальмара»                                                       | Номинация  | [ 21 ] |
| People’s Choice Awards                              | 7 декабря 2021  | Самое успешное шоу 2021 года                                                                  | «Игра в кальмара»                                                       | Победа     | [ 22 ] |
| People’s Choice Awards                              | 7 декабря 2021  | Лауреат премии «Выбор народа»                                                                 | Маянк Бадвар                                                            | Номинация  | [ 22 ] |
| People’s Choice Awards                              | 7 декабря 2021  | Икона народа                                                                                  | Маянк Бадвар                                                            | Номинация  | [ 22 ] |
| Премия Гильдии продюсеров США                       | 19 марта 2022   | Выдающийся продюсер эпизодического телевидения, драмы                                         | Сезон 1                                                                 | Номинация  | [ 23 ] |
| Спутник                                             | 2 апреля 2022   | Лучший телевизионный сериал — драма                                                           | «Игра в кальмара»                                                       | Победа     | [ 24 ] |
| Премия Гильдии киноактёров США                      | 27 февраля 2022 | Лучшая мужская роль в драматическом сериале                                                   | Ли Джон Джэ                                                             | Победа     | [ 25 ] |
| Премия Гильдии киноактёров США                      | 27 февраля 2022 | Лучшая женская роль в драматическом сериале                                                   | Чон Хо Ён                                                               | Победа     | [ 25 ] |
| Премия Гильдии киноактёров США                      | 27 февраля 2022 | Лучший каскадёрский ансамбль в телесериалах                                                   | «Игра в кальмара»                                                       | Победа     | [ 25 ] |
| Премия Гильдии киноактёров США                      | 27 февраля 2022 | Лучший актёрский состав в драматическом сериале                                               | «Игра в кальмара»                                                       | Номинация  | [ 25 ] |
| Silver Horn Film & TV Awards                        | 12 марта 2022   | Звезда прорыва                                                                                | Чон Хо Ён                                                               | Победа     | [ 26 ] |
| Премия Общества композиторов и лириков              | 8 марта 2022    | Выдающийся оригинальный саундтрек к телепрограмме                                             | Чон Чжэ Иль                                                             | Номинация  | [ 27 ] |
| Премия Общества специалистов по визуальным эффектам | 8 марта 2022    | Выдающиеся вспомогательные визуальные эффекты в фотореалистичном эпизоде                      | Джейхун Чон, Хеджин Ким, Хёнгрок Ким, Сонман Джун (эпизод «ВИПЫ»)       | Номинация  | [ 28 ] |